# Chieko Asakawa

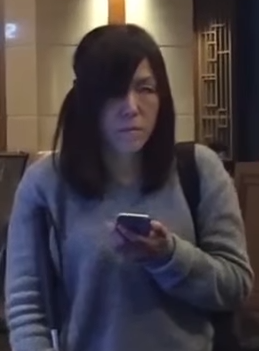
Chieko Asakawa während eines Feldexperiments in Nihonbashi, Tokio 2017

Chieko Asakawa (jap. 浅川 智恵子 Asakawa Chieko; * 1958 in Tokio) ist eine japanische Informatikerin, die für ihre Arbeiten im Bereich Barrierefreiheit bei IBM Research in Tokio bekannt ist.

## Leben
Asakawa verlor ihr Sehvermögen durch eine Verletzung mit 11 Jahren und war im Alter von 14 Jahren völlig blind. 1982 erwarb sie einen Bachelor-Abschluss in englischer Literatur an der Otemon Gakuin University in Osaka und nahm dann an einem zweijährigen Computerprogrammierkurs für Blinde teil. 1984 wurde sie mit einer befristeten Stelle bei IBM Research eingestellt und wurde ein Jahr später dort eine feste Mitarbeiterin. 2004 promovierte sie in Ingenieurwissenschaften an der Universität Tokio.

## Forschung
Zu ihren Forschungsprojekten gehörten unter anderem die Entwicklung eines Textverarbeitungsprogramms für Braille-Dokumente, die Entwicklung einer digitalen Bibliothek für Braille-Dokumente, die Entwicklung eines Netscape-Browser-Plug-Ins, das Text in Sprache umwandelte und einen bequemeren Webnavigationsmechanismus für Blinde bereitstellte. Ihr Browser-Plugin wurde 1997 zu einem IBM-Produkt, dem IBM Home Page Reader. Innerhalb von fünf Jahren war es das am weitesten verbreitete verfügbare Web-to-Speech-System. Sie entwickelte die sprachgesteuerte Smartphone-App NavCog, mit der blinde Menschen durch Innenräume navigieren können. Ein leichter Navigationsroboter ist ihr nächstes Projekt. Er steuert einen Blinden durch das komplexe Gelände eines Flughafens und liefert Anweisungen sowie nützliche Informationen zum Beispiel zu Flugverspätungen und Flugsteigwechseln. Der Koffer verfügt über einen eingebauten Motor, der sich autonom bewegen lässt und eine Bilderkennungskamera zur Erkennung der Umgebung sowie Lidar (Light Detection And Ranging) zur Messung der Entfernung zu Objekten.

## Auszeichnungen
- 2003: Aufnahme in die Women in Technology International Hall of Fame
- 2009: IBM Fellow
- 2011: Women of Vision Award, Anita-Borg-Institut
- 2012: Hauptrednerin auf der vierten internationalen Konferenz über Softwareentwicklung zur Verbesserung der Barrierefreiheit
- 2013: Ehrenmedaille mit Purple Ribbon, japanische Regierung
- 2013: ACM SIGACCESS Impact Award
- 2017: Wahl als ausländisches Mitglied der US National Academy of Engineering
- 2022: Mitglied der American Academy of Arts and Sciences